# Phalonidia dotica
Phalonidia dotica es una especie de polilla del género Phalonidia, categorizada en la tribu Cochylini, de la subfamilia Tortricinae.

## Distribución
Se distribuye por América del Sur: Perú, en el departamento de Huánuco.

## Taxonomía
Fue descrita por Razowski en 1993.
Tratamiento taxonómico
La especie aparece registrada y publicada en Acta Zoologica Cracoviensia 36: 163.